# Abdopus tonganus
Abdopus tonganus is een inktvissensoort uit de familie van de Octopodidae. De wetenschappelijke naam van de soort werd voor het eerst geldig gepubliceerd in 1885 door Hoyle.